# گل سلیمان‌آباد
گل سلیمان‌آباد روستایی در دهستان باروق بخش مرکزی شهرستان باروق در استان آذربایجان غربی ایران است.

## جمعیت
بر پایه سرشماری عمومی نفوس و مسکن در سال ۱۳۹۵، جمعیت این روستا برابر با ۳٬۴۳۶ نفر (۱٬۰۰۸ خانوار) بوده است.